# Hesperoburhinus
Het geslacht Hesperoburhinus werd in 2023 ingesteld door een groep ornithologen uit de Verenigde Staten, het Verenigd Koninkrijk en Nederland (Paul van Els). Uit fylogenetisch onderzoek bleek dat de uiterlijk verschillende soorten uit het geslacht Esacus, meer verwant zijn aan de Burhinus-soorten die niet op het Westelijk halfrond voorkomen, dan deze twee soorten die in Midden- en Zuid-Amerika voorkomen. De nieuwe naam is afgeleid van het Oudgrieks hésperos (ἑσπερος, betekent westelijk) als toevoeging aan de oude naam Burhinus.

## Soorten
Het geslacht telt twee soorten:
- Hesperoburhinus bistriatus  – Caribische griel
- Hesperoburhinus superciliaris  – Peruaanse griel